# Biberkopf
Der Biberkopf ist ein 2599 Meter hoher Berg in den Alpen auf der Grenze von Deutschland und Österreich.

## Lage und Umgebung
Er liegt im Hauptkamm der Allgäuer Alpen auf der Grenze von Bayern und Tirol bzw. des Landkreises Oberallgäu zum Bezirk Reutte. Dort befindet er sich rund 15,5 Kilometer südsüdwestlich von Oberstdorf und nur etwa 2,5 Kilometer östlich des Schrofenpasses (je Luftlinie).
Der Biberkopf wird gelegentlich als südlichster Punkt Bayerns bzw. Deutschlands bezeichnet, obwohl der Gipfel 110 Meter weiter nördlich als das 4088 Meter weiter westlich (Luftlinie) gelegene Haldenwanger Eck liegt.

## Geologie
Aufgrund seiner faszinierenden Formgebung gehört er zu den eindrucksvollsten Bergen der deutschen Alpen. Geologisch ist der Gipfelkörper aus intensiv gefaltetem Dolomit der Lechtaldecke aufgebaut, der auf Mergel der Allgäudecke aufgeschoben wurde. Der sehr reine Dolomit bedingt die Vegetationsarmut des Berges, da für eine ausreichende Bodenbildung der Gehalt an Tonmineralen im Verwitterungsprodukt des Gesteins zu gering ist. Im Gegensatz dazu ist nach dem Übergang in die Mergelschichten eine reichhaltige Flora anzutreffen.

## Besteigung
Von der Rappenseehütte und von Lechleiten bei Warth führen markierte Wege auf den Biberkopf. Der Zeitaufwand beträgt etwa 2,5 bzw. 3 Stunden. Beide Aufstiegsrouten queren ausgesetzte, steile Fels- und Schuttpartien, weswegen Trittsicherheit erforderlich ist. Aufgrund der Installation von Drahtseilen und Steighilfen ist der Aufstieg jedoch auch für weniger klettergewandte Leute möglich (Schwierigkeitsgrad UIAA I).
Bei Nässe, Schnee oder Glätte ist von einem Aufstieg abzuraten. Nordseitig halten sich oft das ganze Jahr über Schneereste.
Die Erstbesteigung der Biberkopf-Südwand gelang 1922 dem Allgäuer Alpinisten Hermann Grosselfinger.

### Gipfelkreuz
Das Gipfelkreuz wurde 1959 von der Ortsgruppe Obergünzburg der Sektion Allgäu-Kempten des DAV, der auch der Wegeerhalt auf den Berg unterliegt, in Holz errichtet. Das Kreuz wurde 1994 erneuert.

## Bilder

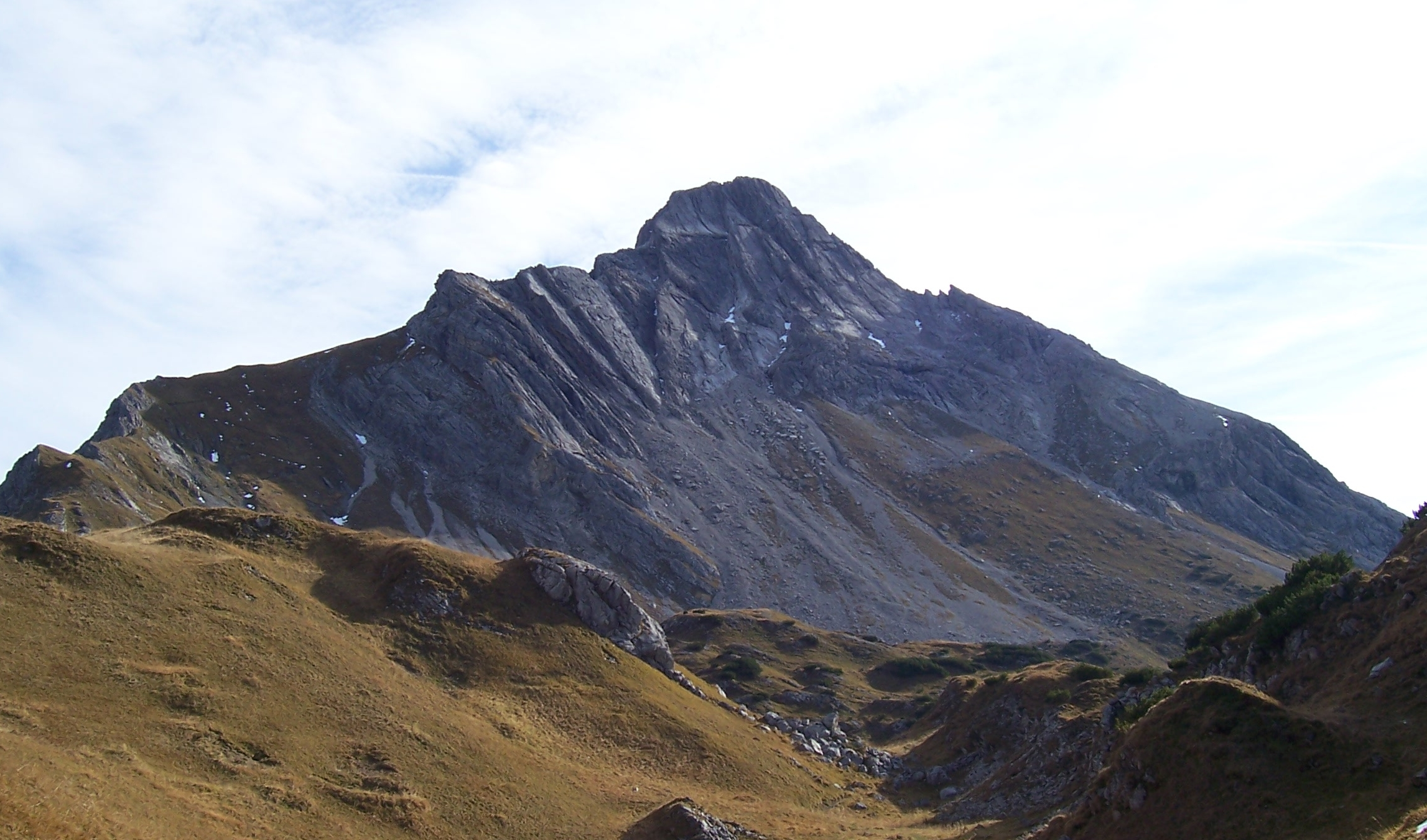
Plattiger Gipfelaufbau von Süden
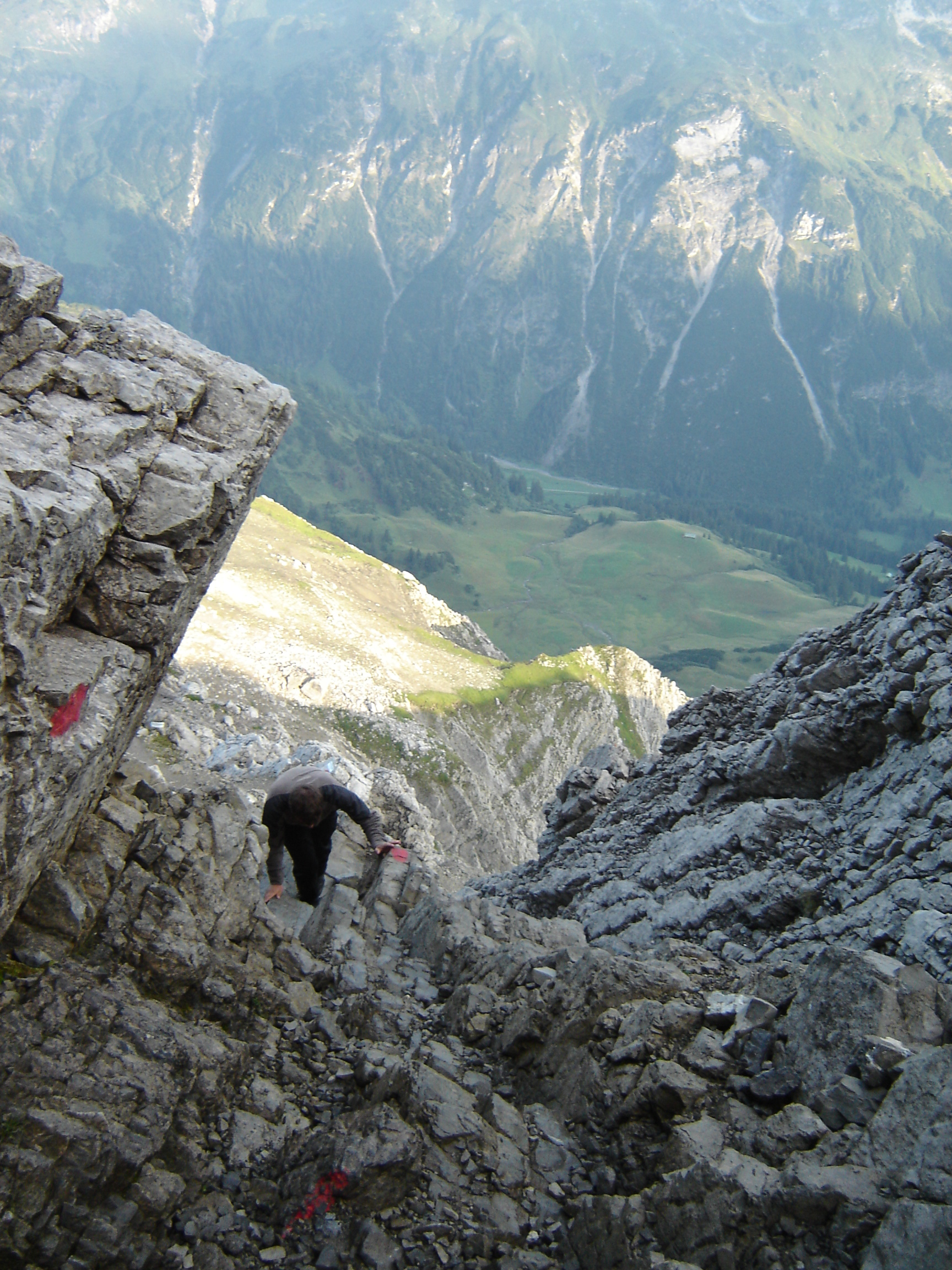
Im Aufstieg
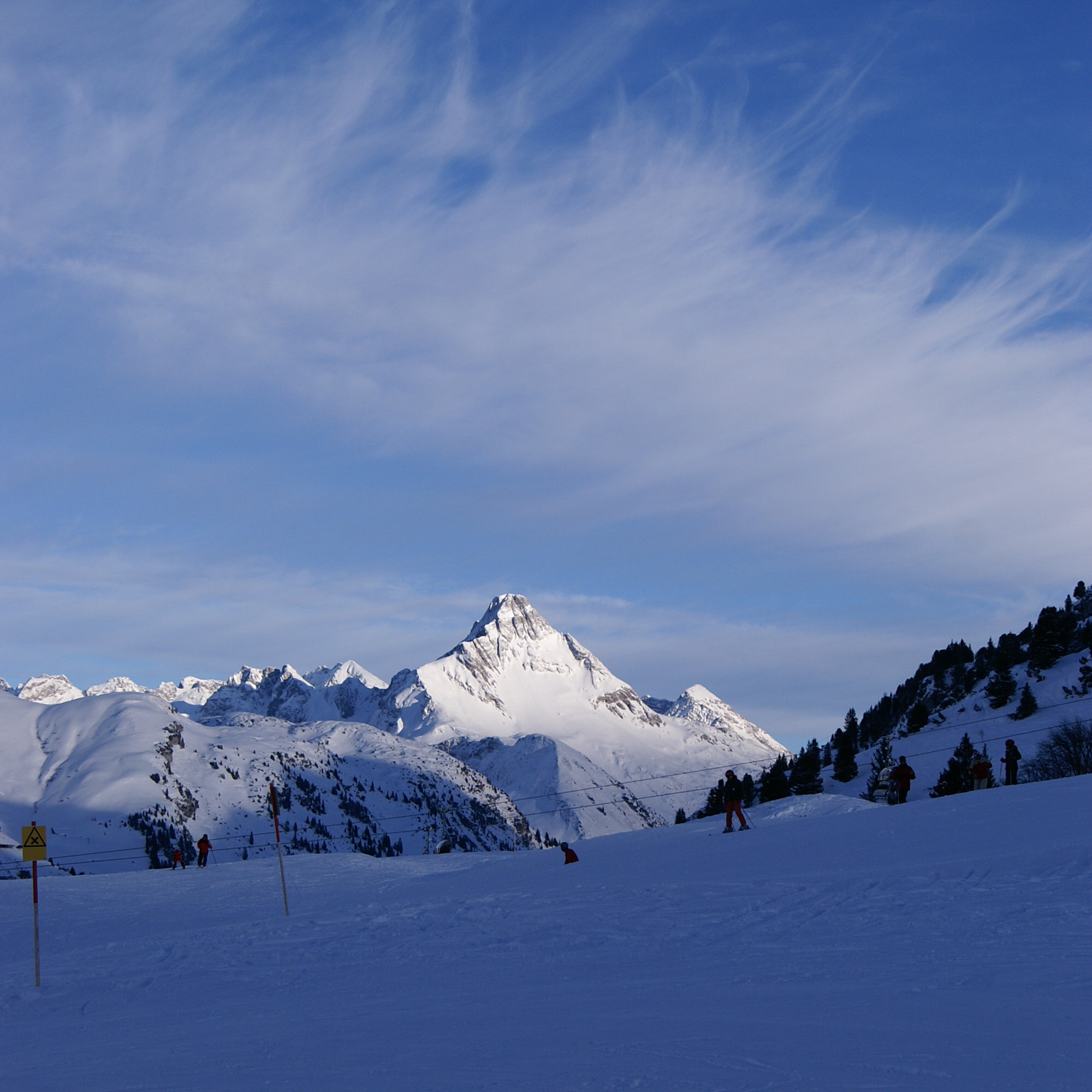
Aus Südwesten vom Saloberkopf
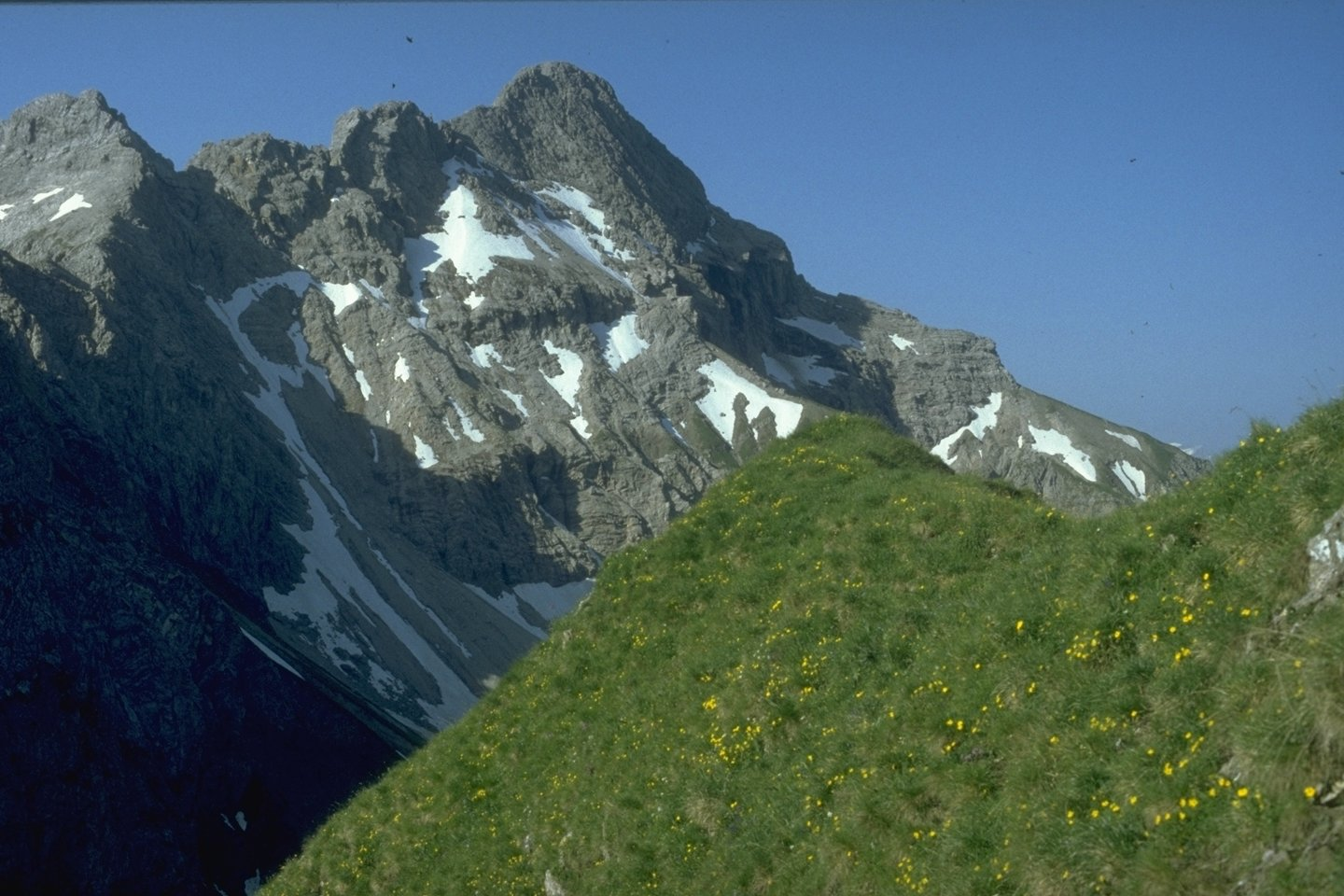
Aus Nordosten vom Kleinen Rappenkopf
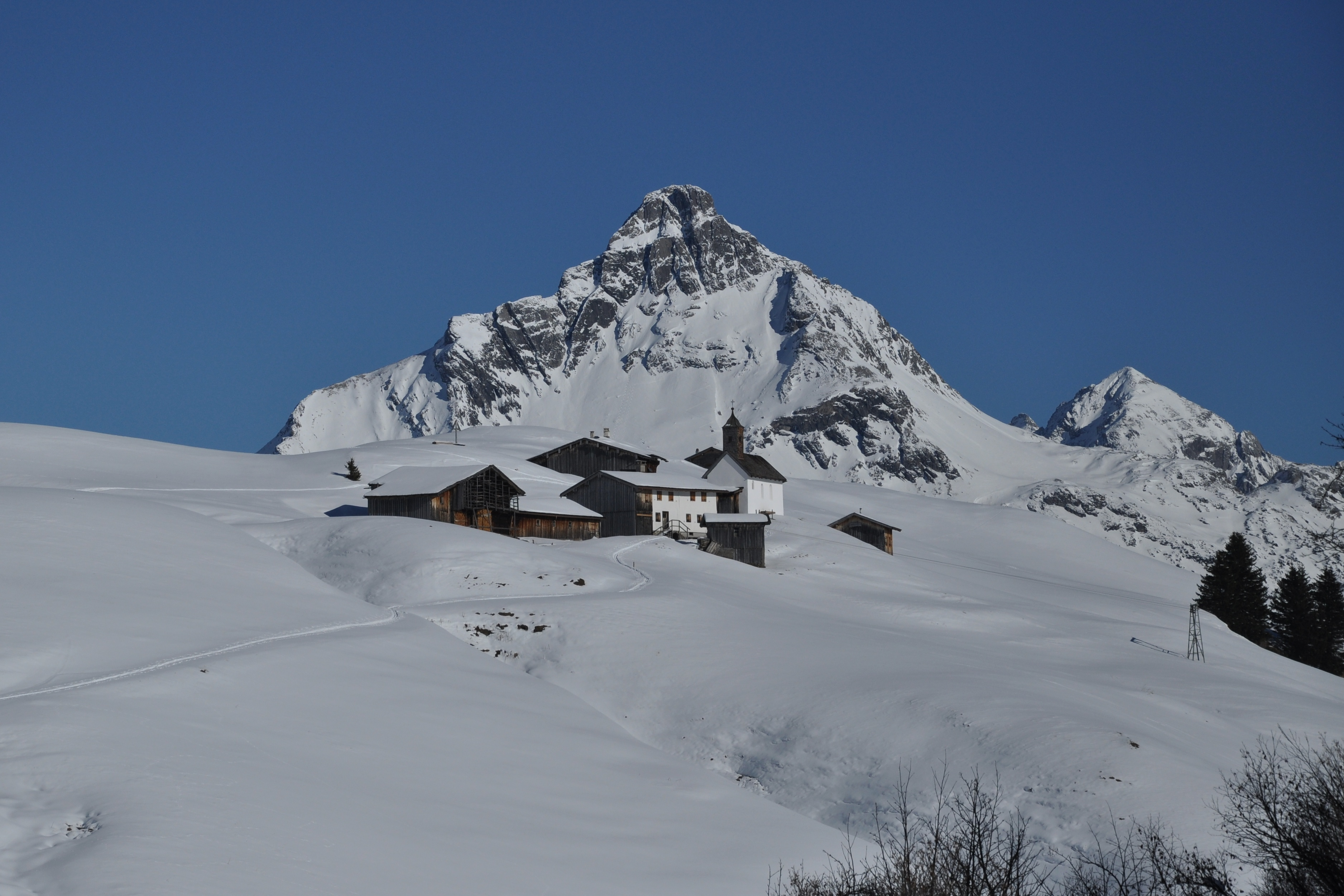
Im Vordergrund die Walsersiedlung Bürstegg
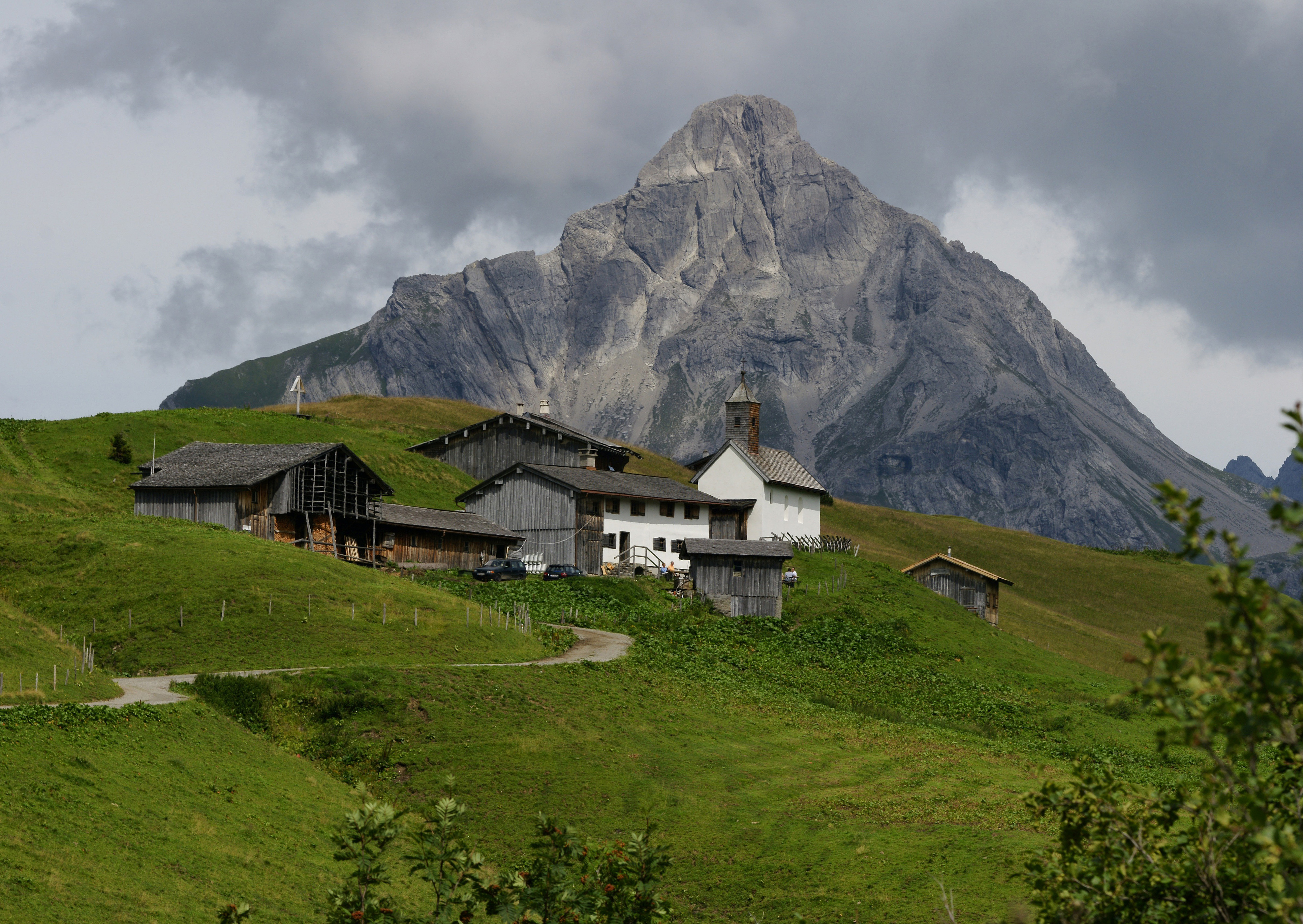
Biberkopf mit Bürstegg im Sommer
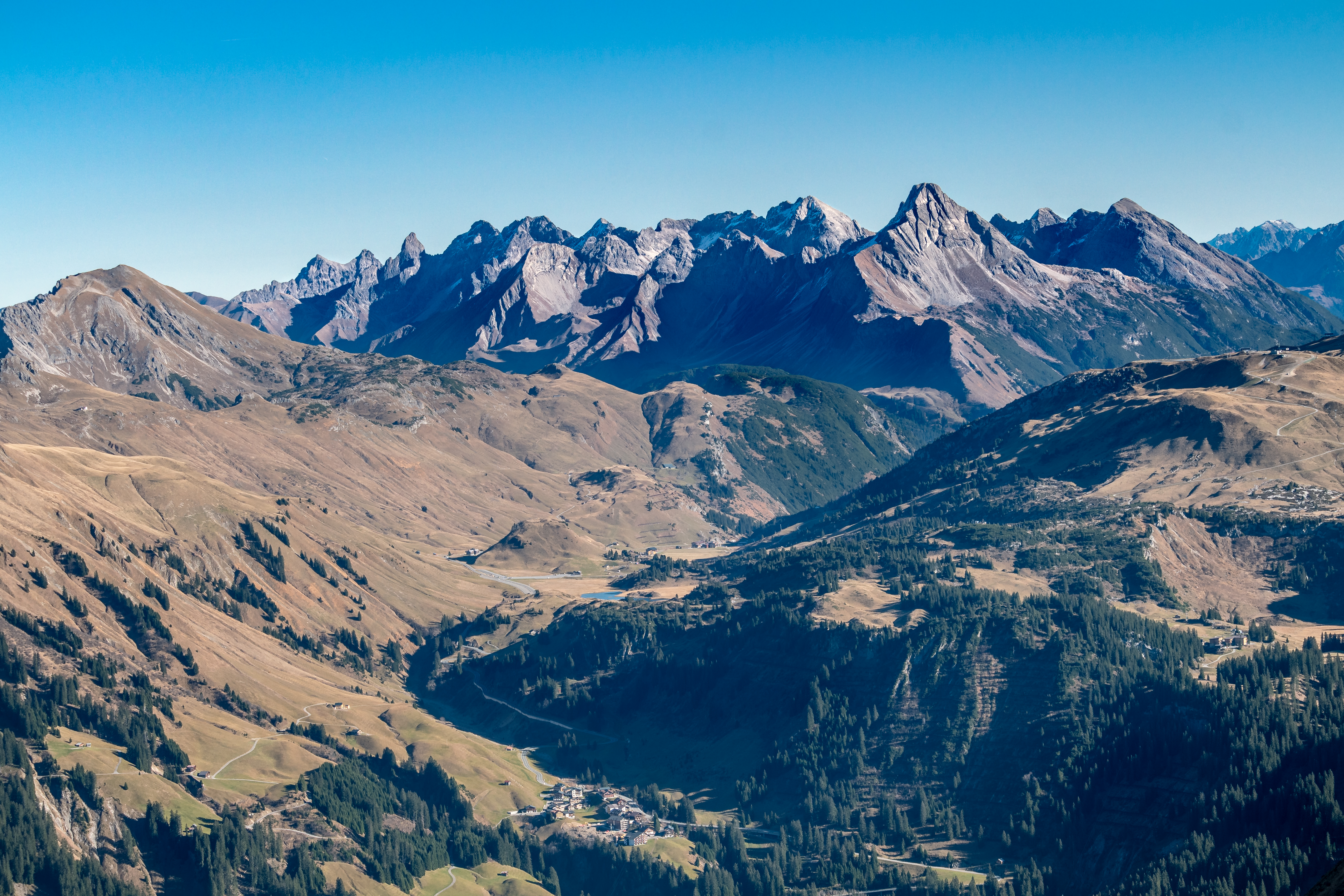
Biberkopf mit umliegenden Gipfeln, gesehen von der österreichischen Seite